# Salvia fritta
La salvia fritta è un antipasto italiano.

## Descrizione
Di breve e facilissima preparazione, la salvia fritta si prepara ricoprendo di pastella, pangrattato o fioretto di mais le foglie della pianta e immergendole nell'olio bollente per cinque minuti. La pastella usata per cucinarle può anche contenere la birra. La salvia fritta è ideale da consumare in estate come antipasto o durante gli aperitivi.

## Varianti
Nella cucina del Friuli-Venezia Giulia esistono le salviade, frittelle di salvia che possono, a volte, essere addolcite con lo zucchero a velo.
In Toscana le foglie di salvia fritte sono farcite con le acciughe e figurano nel locale fritto misto.